# Georges Lévitte
Pour les articles homonymes, voir Levitte.
Georges Lévitte (11 mai 1918 à Ekaterinoslav, en Russie - 28 juin 1999 à Saclay) est un Résistant juif français, d'origine russe, qui participe au renouveau du judaïsme français après la Seconde Guerre mondiale.

## Biographie
Georges Lévitte est né le 11 mai 1918 à Ekaterinoslav, Russie, devenue depuis Dnipro en Ukraine,. Il est le fils de David Lévitte et de Ida Lévitte. David Lévitte est né le 1er juillet 1879 à Ekaterinoslav, Russie. Ida Lévitte (née Yassine) est née le  3 mars 1884 à Alexandrov (Alexandrow) en Russie .
Il est le frère de Simon Levitte et père de Jean-David Levitte. En 1922, il quitte l’Ukraine avec sa famille qui s’installe quelque temps à Wiesbaden en Allemagne puis définitivement à Metz en Lorraine où il poursuit ses études jusqu’au premier baccalauréat. Avec plusieurs amis, il décide alors d’effectuer « un retour à la terre », mouvement initié par Jean Giono, et se retrouve travailleur agricole sur la ferme du peintre-philosophe Albert Gleizes avec lequel il gardera un contact épistolaire. Il décide de passer son deuxième baccalauréat (philo) en le préparant seul. Il abandonne ensuite Metz pour Paris où il s’inscrit à la Sorbonne (lettres classiques), aux Langues O (arabe, hébreu) et à l’Ecole du Louvre. En 1938, il fait son service militaire. Démobilisé après la « drôle de guerre », il rejoint les chantiers de jeunesse d’où il est remercié parce que juif. Il entre alors dans la clandestinité et contacte le professeur Eugène Minkowski qui lui demande d’organiser une maison d’accueil pour médecins juifs à Lyon. Il retrouve ultérieurement son frère Simon dans la maison d’enfants des EIF à Moissac. Ses parents, David Lévitte (64 ans) et Ida Lévitte (59 ans), et son frère Édouard Lévitte (15 ans) (né à Metz le 27 avril 1927) sont arrêtés et déportés à Auschwitz par le Convoi no 47 du 11 février 1943, de Drancy vers Auschwitz. Leur dernière adresse est au 10 rue Jacques-Mawas dans le 15e arrondissement de Paris. Lorsque la zone libre est occupée et que tous les enfants sont cachés, il fonde en novembre 1943 « l’Ecole des Prophètes » avec trois jeunes gens de Moissac à Chaumargeais, près du Chambon-sur-Lignon en Haute Loire. A la Libération, il retourne à Moissac où il poursuit le travail avec les enfants jusqu’à la fermeture de la maison en 1951. Il se marie en 1945 avec Doreen Duggan avec qui il aura quatre enfants. Il est ensuite engagé à l’American Jewish Committee – où il sera directeur du Service Communauté – puis au Fonds Social Juif Unifié. En 1958, il se joint au Père Maigret (O.M.I.) pour collaborer à l’association des Amis des Sessions d’Hébreu Biblique où il a enseigné l’hébreu jusqu’à sa mort le 28 juin 1999.
Georges Lévitte a eu une part influente dans le renouveau du judaïsme français après la guerre en publiant de nombreuses traductions et en participant à des émissions radiophoniques sous le nom de David Yassine, pseudonyme composé des prénoms de ses parents. Il a ainsi introduit Abraham Heschel en France en traduisant son livre, Les Bâtisseurs du Temps et a été également le traducteur de Rabi Nachman de Bratzlav. Directeur de la collection « Aleph » aux Editions de Minuit pendant plusieurs années, il participe avec Edmond Fleg à la traduction du Livre du Commencement. Sous sa direction a été réalisée La Thora suivie des Haphtaroth et du Rituel. Il est en outre l’auteur de Les Juifs avec David Catarivas. Personnage essentiel dans le Comité préparatoire des Colloques des Intellectuels Juifs de langue française, il a été le maître d’œuvre des 20 premiers volumes des actes de ces colloques. C’est aussi le producteur d’au moins une œuvre du musicien Pierre Henry, pour la claveciniste Aimée van de Wiele et pour l’ensemble de musique ancienne Roger Blanchard.

## Œuvres
- David Catarivas et Georges Lévitte. Les Juifs. Gallimard[6]
- Josy Eisenberg Guide religieux de la France, pour le judaïsme avec Georges Lévitte, 1967
- George Lévitte, Sociologie du judaïsme contemporain, Encyclopaedia Universalis, DVD, 2007
- Jean Halpérin et Georges Lévitte. Jérusalem, l'Unique et l'Universelle. Données et débats. Revue philosophique de la France Et de l'Etranger 170 (4): 445-445 (1980)
- Jean Halpérin et Georges Lévitte. Israël, le judaïsme et l'Europe: actes du XIIIe Colloque des intellectuels juifs de langue française. 1983.  (ISBN 2070354989)[7]
- (en) Georges Lévitte. Impression Of French Jewry Today[8]